# Ringo (Itzy)
Ringo è il primo album in studio in lingua giapponese (il secondo in totale) del girl group sudcoreano Itzy, pubblicato nel 2023.

## Tracce
1. Ringo – 3:29
2. Sugar-holic – 3:03
3. Playlist – 3:44
4. Style – 3:03
5. Voltage – 3:41
6. Spice – 3:41
7. Blah Blah Blah – 3:06
8. Can't Tie Me Down – 3:05
9. Sneakers (Japanese version) – 3:01
10. Cheshire (Japanese version) – 3:03
11. Trust Me (Midzy) (Japanese version) – 3:41